# Hister luvungiensis
Hister luvungiensis är en skalbaggsart som beskrevs av Louis Burgeon 1939. Hister luvungiensis ingår i släktet Hister och familjen stumpbaggar. Inga underarter finns listade i Catalogue of Life.